# Kosakenschule in Omsk

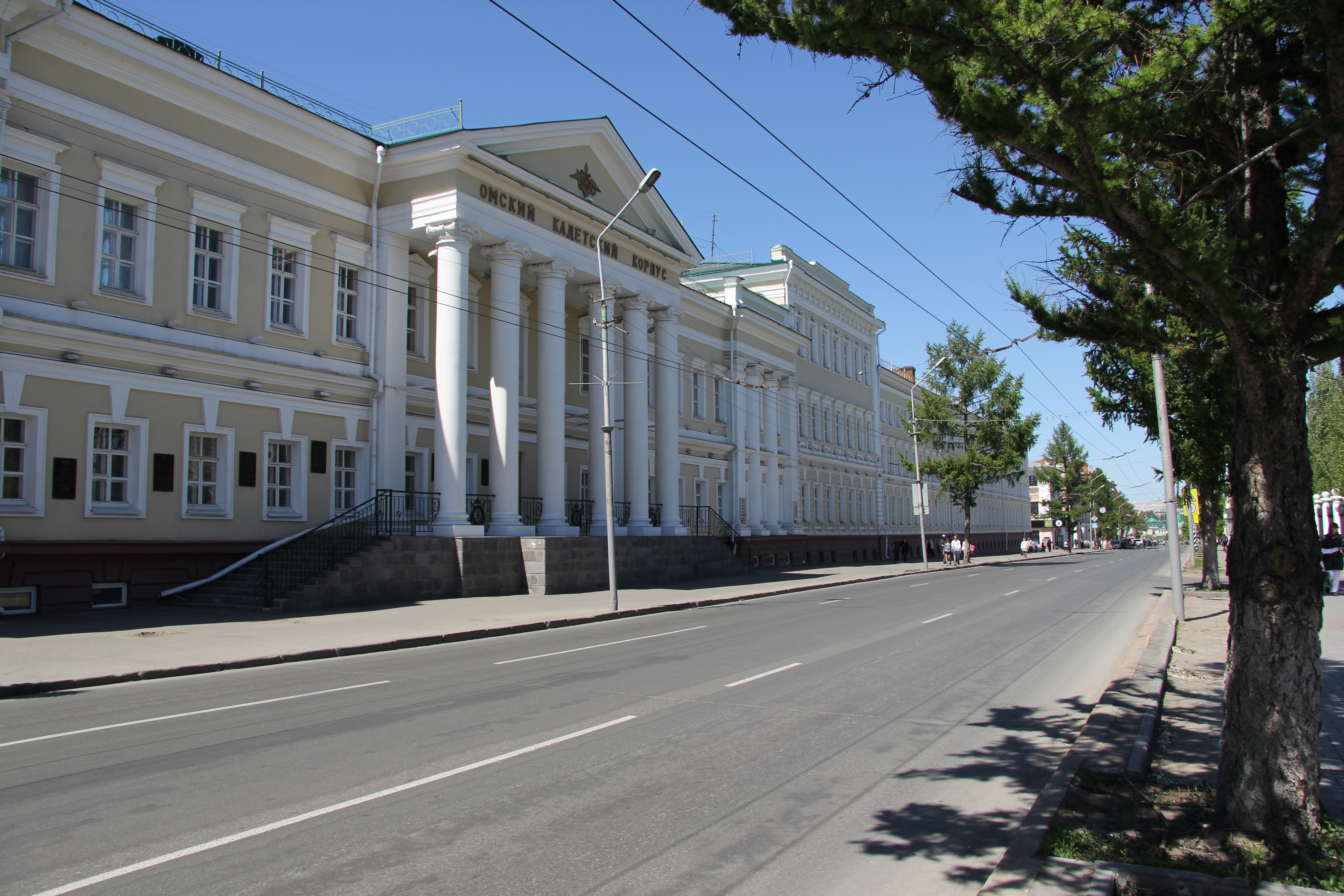

Die Omsker Kosakenschule war eine militärische Bildungseinrichtung in der Stadt Omsk im Russischen Kaiserreich. Sie wurde 1813 eröffnet, Sibirien verfügte damit erstmals über eine professionelle militärische höhere Bildungseinrichtung. Sie bildete Offiziere für die sibirische Kosakenarmee, städtische Kosakenregimenter und Grenzkommandos aus.
Ihr erster Direktor war Georg Johann von Glasenapp.
Die Omsker Kosakenschule wurde in 1845 in Sibirisches Kadettenkorps umbenannt. Heute ist es das Omsker Kadettenkorps.